# 조선국민회
조선국민회는 1915년 비밀리에 조직한 항일무장기독교단체로서, 1918년 평양에서 간도의 독립운동 기지에 대하여 모의하다 발각되어 주모자들이 평양감옥에 투옥되며 조직이 해산되었으나, 출옥 후 회원들 각자는 고향 등으로 돌아가 3.1운동 등 독립운동에 투신하기도 하였다. 회장 장일환은 당시 고문으로 순직하였다.

## 개요
1914년 하와이국민회 활동을 하다가 귀국한 장일환, 강석봉, 서광조 등과 김형직, 배민수 등 숭실학교(崇實學校) 재학생과 졸업생 그리고 만주, 중국지역 운동세력과 연계된 백세빈, 노선경 등이 주축이 되어 1915년에 조직한 항일무장기독교 비밀단체이다. 장일환이 하와이에서 대조선 국민군단을 조직한 박용만의 지도로, 평양에서 조직하였다. 박용만은 이승만, 안창호와 달리 일본의 무력 침공과 국권 찬탈에 대해 무력을 길러 대항해야 한다고 주장했다. 장일환은 1914년 하와이에 가서 박용만의 지도를 받은 뒤 귀국, 강석봉 서광조(徐光朝) 등과 평양 숭실학교에 기반을 둔 김형직, 배민수 등 그리고 만주, 중국의 운동세력과 연계된 백세빈, 노선경(노백린의 아들)과 함께 평양에서 조선국민회(朝鮮國民會)를 비밀리에 조직하여 간도에 독립운동 기지를 건설할 계획 등을 추진하였다. 1917년 3월 23일 조선국민회 조직을 완성하고, 회장에는 장일환, 서기 겸 통신부장에는 배민수, 백세빈은 외국통신원, 전라도 구역장에는 강석봉, 경상도 구역장에는 여병섭이 맡았다. 백세빈, 이보식 등 25명이 참가하였다. 숭실학교를 중퇴하고 서당교사였던 김일성 주석의 아버지 김형직도 참가하였다. 권총을 '돼지다리'라고 하는 등 철저하게 비밀을 지키던 비밀결사기독교단체였다. 북한 김일성 주석도 회고록 《세기와 더불어》에서 "아버지(김형직)가 조국광복회에 참가했다."고 말했다.

## 참여자 명단
당시 참여하였던 25명의 회원들을 일제의 보고서(不逞團關係雜件 朝鮮人)를 통해 살펴 보면 다음과 같다. 회장　장일환(張日煥, 본적 평남 평양부 黃金町, 주소 동 櫻町, 32세), 외국통신계 백세빈(白世彬, 본적: 평북 의주군 枇峴面院洞, 주소: 중국 안동현 大和橋通, 25세), 배민수(裵敏洙, 충북 청주군 사주내면 금천리, 예수 숭실중 학생, 22세), 김형직(金亨稷, 평남 대동 고평면 남리, 평남 강동군 고읍면 동삼리, 서당교사, 34세), 서광조(徐光朝, 전남 목포, 22세), 김병두(金炳斗, 평남 강서군 甑山面 龍德里, 평양부 新陽里, 예수 숭실중학생, 21세), 이보식(李輔植, 평남 평양부 신양리, 예수 숭실중학생, 30세), 조옥초(趙玉肖, 전남 보성군 별교면 武萬里, 평양부 수옥리, 군산영명중학생, 19세), 김인준(金仁俊, 평북 철산군 站面 月安洞, 평양부 신양리, 33세), 노덕순(盧德淳, 평남 대동군 秩乙美面 梨木里, 서당교사, 23세), 최지화(崔志化, 평남 평양부 신양리, 교회助事, 30세), 전라도 구역장 강석봉(姜錫奉, 전남 목포부 죽동, 28세), 김석헌(金錫憲, 평남 강동군 古邑面 東三里, 평양부 신양리, 숭실중학생, 22세), 최달형(崔達亨, 함남 원산부 龍洞, 평양부 신양리, 숭실대학생, 22세), 김지수(金智洙, 평남 대동군 이하 不祥, 경성 예수 연희전문학교 학생, 24세), 양경수(楊敬洙, 전남 보성군 벌교면 武萬里, 18세), 경상도 구역장 여병섭(呂柄燮, 경남 고성군 鐵城面 城內洞, 평양신학교출신, 29세), 이병균(李秉均, 평남 강동군 古邑面 麥田, 예수 숭실중학교 출신, 23세), 박인관(朴仁寬, 평남 대동군 龍山面 龍岳里, 황해도 殷栗郡邑內, 숭실대학출신 장로파 부속학교 교사, 25세), 황해도 구역장 노선경(盧善敬, 황해도 載寧 이하 不詳, 중국 통화현 三源浦, 21세) 이상 정회원 20명 이하 준회원으로 인정되는 사람. 설명화(薛命和, 평남 평원군 蘇面 松井里, 전 숭실대학생, 27세), 안세환(安世桓, 평남 평원군 順安面 訓上里, 전 숭실학교 교감, 31세), 이수현(李守鉉, 전북 옥구군 聖山面 居尺里, 전 숭실대학생, 23세), 김사현(金思鉉, 전남 보성군 별교면 무만리, 중국 상해, 19세), 김영준(金永俊, 전남 보성군 별교면 무만리, 중국 상해, 19세) 이상 준회원 5명 총 25명

## 경과: 피체 및 투옥
간도(間島)에 독립운동 기지 건설을 추진하던 중 이듬해 1918년 2월 일본 경찰에 체포되어 해산되었다. 비밀결사단체인 조선국민회 조직은 일본의 앞잡이가 된 조선인 형사 김태석에 의해 미행당하고 있었는데, 장일환 등이 중국식당에서 국내외지하운동을 상의하다가 현장 미행중이던 두 형사인 나까무라와 김태석에 의해 현장에서 모두 체포되었다. 1주일 이상이나 배민수 등을 고문하였는데, 만주에서 온 백세빈은 고문에 굴복하여 조직에 대해 실토하여 회의에 참석하지 않았던 회원을 비롯해서 회원들의 지인들까지 모두 체포되어 재판 당시는 30명정도가 되었다. 회장 장일환을 비롯해셔 배민수, 김형직, 강석봉 등은 평양감옥에서 옥고를 치렀다. 독실한 기독교 신자로서 독립을 염원하였던 장일환은 배민수에게 유언을 남기고 고문으로 사망하였다. 검찰에 의해 보안법 위반 등의 이유를 들어 배민수에게 1년, 김형직과 구형필, 서광조, 평석은 10개월, 노덕순, 김평두, 조옥초, 최달형, 강석봉에게는 8개월, 최지화, 이보식, 김인준, 이경균 등은 6개월의 형을 구형받고 재판에서도 그대로 선고되었다. 회원들은 항소하지 않고 그대로 모두 형을 살았는데, 배민수는 1919년 이전이라 비교적 형이 적었다고 회고하였다. 재판과정에서 배민수는 '아무 것도 하지 않은 우리들을 법으로 처벌하는 것은 부당하고, 일본제국의 국왕이라도 우리와 같은 처지라면 같은 생각을 할 것이다'고 진술하기도 하였다.

## 참고자료
- 姜德相 編, 『現代史資料』25卷, 東京: みすず書房, 1967, 35~37쪽.
- 不逞團關係雜件 朝鮮人ノ部 在內地 二, 高第3094號;秘受3725號, 秘密結社發見處分ノ件, 1918.2  : 한국사데이터베이스(국사편찬위원회)
- 강영심, 「조선국민회연구」『한국독립운동사연구』3, 1989
- 연세대출판부 편, 『배민수자서전』, 1999
- 방기중, 『배민수의 농촌운동과 기독교 사상』, 연세대출판부, 1999.